# Anjou (grofija)
Anjou (Anžu) je zgodovinska grofija v Franciji z glavnim mestom Angers. V spodnjem toku reke Loare je obsegala večji del današnjega departmana  Maine-et-Loire in dele departmanov Indre-et-Loire, Mayenne in Sarthe.
Prvič je bila omenjena v 2. polovici 9. stoletja. Anžujski grofje so se pokazali kot sposobni gospodarji, graditelji utrdb in vojskovodje. Povzdignili so Anjou v eno najpomembnejših fevdalnih držav srednjega veka. 1044 so zavzeli Touraine in 1109 z ženitvijo pridobili Maine. 
1129 je grofijo prevzel Godefroy V. (†1151). Kot sposoben bojevnik je zelo povečal svoje ozemlje in vpliv (z njim se je za rodbino uveljavilo ime Plantageneti , po cvetici planta genista, slovensko košeničica, v okrasju  na njegovem šlemu.) Poročil se je s hčerko angleškega kralja Henrika I. Njun sin je postal angleški kralj Henrik II. Posesti, ki jih je podedoval po očetu in materi, je še razširil s poroko z Eleonoro Akvitansko in ustvaril mogočno angleško-francosko anžujsko kraljestvo.
1205 je francoski kralj Filip II. Avgust velik del anžujskega kraljestva priboril nazaj Franciji, vmes tudi grofijo Anjou in jo vključil v posest francoskih kraljev.
1246 je Anjou prejel Karel, mlajši brat kralja Ludvika IX. Kasneje je postal kralj Sicilije in Neaplja, njegovi nasledniki pa so postali tudi madžarski kralji. Grofija je s kraljem Filipom VI. spet prišla v kronsko posest.
Drugič je grofijo dobila vzporedna veja vladajoče družine z Ludvikom I. Anžujskim, drugim sinom kralja Ivana II. Dobrega in bila v posesti te veje do 1481, ko je spet prišla v posest francoskih kraljev.
1360 je bila grofija povzdignjena v vojvodino.